# Estadio Luis Tróccoli
L' Estadio Luis Tróccoli est un stade situé à Montevideo, en Uruguay, à la périphérie du Cerro de Montevideo. Il est principalement utilisé pour le football et appartient au Club Atlético Cerro qui y joue ses matchs à domicile.

## Histoire
En 1952, l'homme politique et le président du club de CA Cerro, Luis Tróccoli (es), décide de construire un stade sur le terrain où jouait son équipe. Les travaux dureront 12 ans, le stade sera inauguré le 22 août 1964 avec un match amical contre l'équipe argentine de River Plate et portera le nom  du président du Cerro.
Le stade comporte une piste d'athlétisme autour du terrain de football, les quatre tribunes portent le nom d'un pays, Argentine (tribune principale), Brésil (située en face), Chili (la tribune des supporters du Cerro) et Paraguay (tribune visiteurs). Il sera rénové en 2010.

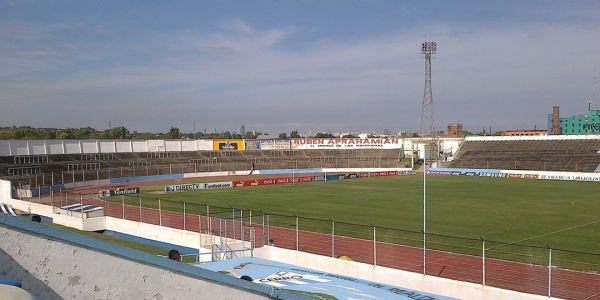
Tribune Paraguay
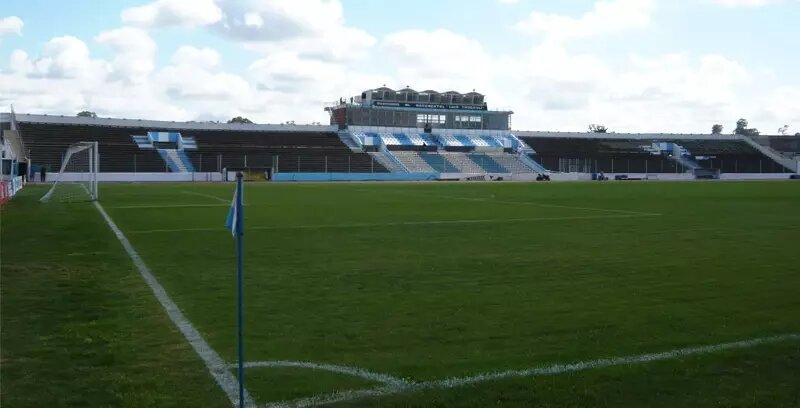
Tribune Argentine
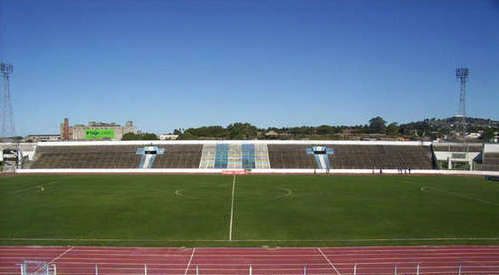
Tribune Brésil
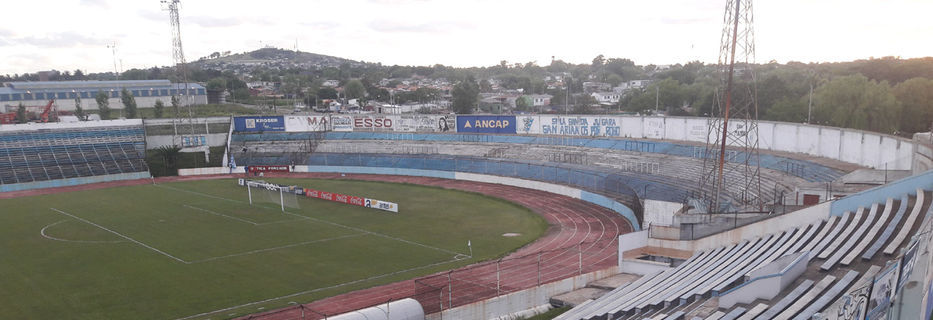
Tribune Chili au fond le Cerro de Montevideo
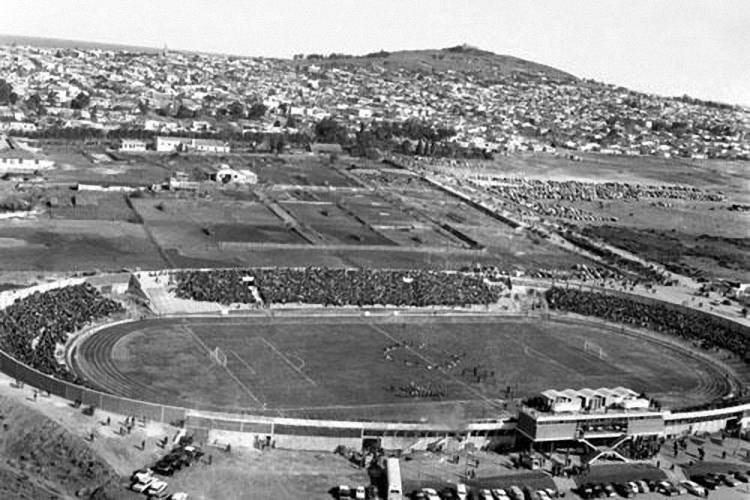
Le stade le jour de l'inauguration